# Kristen Viikmäe
Kristen Viikmäe (Tallinn, 10 februari 1979) is een Estisch voormalig voetballer en hoofd jeugdopleidingen bij Nõmme JK Kalju. Viikmäe is na het beëindigen van zijn voetballoopbaan verdergegaan met strandvoetbal.

## Interlandcarrière
Viikmäe maakte zijn debuut voor Estland op 26 januari 1997 tegen Libanon. Op 30 mei 2006 werd Viikmäe de jongste Europese international met 100 interlands, hij was toen 27 jaar en 109 dagen. Dit record werd later verbeterd door de Duitser Lukas Podolski (27 jaar en 13 dagen) tijdens het EK 2012.
| Interlanddoelpunten van Kristen Viikmäe voor Estland | Interlanddoelpunten van Kristen Viikmäe voor Estland | Interlanddoelpunten van Kristen Viikmäe voor Estland | Interlanddoelpunten van Kristen Viikmäe voor Estland | Interlanddoelpunten van Kristen Viikmäe voor Estland | Interlanddoelpunten van Kristen Viikmäe voor Estland |
| No.                                                  | Datum                                                | Wedstrijd                                            | Score                                                | Uitslag                                              | Competitie                                           |
| Als speler bij Flora Tallinn                         | Als speler bij Flora Tallinn                         | Als speler bij Flora Tallinn                         | Als speler bij Flora Tallinn                         | Als speler bij Flora Tallinn                         | Als speler bij Flora Tallinn                         |
| ---------------------------------------------------- | ---------------------------------------------------- | ---------------------------------------------------- | ---------------------------------------------------- | ---------------------------------------------------- | ---------------------------------------------------- |
| 1.                                                   | 4 juni 1998                                          | Estland – Faeröer                                    | 1-0                                                  | 5–0                                                  | EK 2000 kwalificatie                                 |
| 2.                                                   | 6 maart 1999                                         | Estland – Azerbeidzjan                               | 1-2                                                  | 2–2                                                  | Vriendschappelijk                                    |
| 3.                                                   | 3 november 1999                                      | Turkmenistan – Estland                               | 1-1                                                  | 1–1                                                  | Vriendschappelijk                                    |
| Als speler bij Vålerenga                             |                                                      |                                                      |                                                      |                                                      |                                                      |
| 4.                                                   | 19 maart 2001                                        | Egypte – Estland                                     | 2-3                                                  | 3–3                                                  | Vriendschappelijk                                    |
| 5.                                                   | 9 mei 2001                                           | Finland – Estland                                    | 1-1                                                  | 1–1                                                  | Vriendschappelijk                                    |
| 6.                                                   | 10 november 2001                                     | Griekenland – Estland                                | 4-1                                                  | 4–2                                                  | Vriendschappelijk                                    |
| 7.                                                   | 12 oktober 2002                                      | Estland – Nieuw-Zeeland                              | 2-2                                                  | 3–2                                                  | Vriendschappelijk                                    |
| 8.                                                   | 20 november 2002                                     | Estland – IJsland                                    | 1-0                                                  | 2–0                                                  | Vriendschappelijk                                    |
| 9.                                                   | 7 juni 2003                                          | Estland – Andorra                                    | 2-0                                                  | 2–0                                                  | EK 2004 kwalificatie                                 |
| Als speler bij Enköping                              |                                                      |                                                      |                                                      |                                                      |                                                      |
| 10.                                                  | 28 april 2004                                        | Estland – Albanië                                    | 1-1                                                  | 1–1                                                  | Vriendschappelijk                                    |
| 11.                                                  | 30 mei 2004                                          | Estland – Denemarken                                 | 1-1                                                  | 2–2                                                  | Vriendschappelijk                                    |
| 12.                                                  | 18 augustus 2004                                     | Liechtenstein – Estland                              | 1-0                                                  | 2–1                                                  | WK 2006 kwalificatie                                 |
| 13.                                                  | 4 september 2004                                     | Estland – Luxemburg                                  | 4-0                                                  | 4–0                                                  | WK 2006 kwalificatie                                 |
| Als speler bij Fredrikstad                           |                                                      |                                                      |                                                      |                                                      |                                                      |
| 14.                                                  | 17 augustus 2005                                     | Estland – Bosnië en Herzegovina                      | 1-0                                                  | 1–0                                                  | Vriendschappelijk                                    |
| Als speler bij Jönköpings Södra                      |                                                      |                                                      |                                                      |                                                      |                                                      |
| 15.                                                  | 6 juni 2009                                          | Estland – Equatoriaal-Guinea                         | 1-0                                                  | 3–0                                                  | Vriendschappelijk                                    |

## Erelijst

### Individueel
- Hõbepall[2]: 2004